# José María Libório Camino Saracho
Dom José María Libório Camino Saracho (Santurce, 13 de novembro de 1931 - São Miguel Paulista, 30 de agosto de 2021) foi prelado hispano-brasileiro da Igreja Católica. Foi bispo-emérito da Diocese de Presidente Prudente, no Brasil, país em que vivia desde 1966, a qual governou de 2002 a 2007. Serviu anteriormente como bispo-auxiliar da Diocese de São Miguel Paulista.

## Biografia

### Juventude e formação
José María Libório Camino Saracho nasceu em Santurce, no País Basco, o quarto dos cinco filhos de María Saracho e Victor Camino Chavarri. Sua infância foi marcada pela turbulência causada pela Guerra Civil Espanhola.
1944, aos doze anos, José entrou para o Seminário Menor de Castillo-Elejabeitia, onde cursou o ensino secundário e iniciou o preparatório para a carreira eclesiástica. Cursou o último ano do preparatório no Seminário de Vitoria-Gasteiz. Neste mesmo seminário, fez o curso superior de Filosofia e iniciou o de Teologia, o qual concluiu no Seminário de Derio, da recém-criada Diocese de Bilbao.
Durante seu período como seminarista, José trabalhou por seis meses como operário na companhia siderúrgica Altos Hornos de Vizcaya, em Sagunto, na província de Valência, como parte de um movimento conhecido como Padres Operários, que tentava aproximar a Igreja da classe proletária.

### Início da carreira eclesiástica e vinda para o Brasil
José recebeu a ordenação presbiteral em 6 de julho de 1958, na Basílica de Nossa Senhora de Begoña, em Bilbao. Em setembro seguinte, assumiu a cadeira de geografia e o cargo de prefeito de disciplina do Seminário de Derio.
Com o passar dos anos, surgiu nele o desejo de se tornar missionário. Seu anseio se tornou possível após a visita do cardeal Agnelo Rossi, arcebispo de São Paulo, à Diocese de Bilbao. Este conseguiu que o bispo diocesano cedesse alguns padres para trabalharem na arquidiocese brasileira. Entre eles, estava o Padre José María.
José María e seus colegas chegaram ao Brasil em 13 de novembro de 1966, seu aniversário de 35 anos. Estabeleceram-se a princípio na casa paroquial de Itaquera, zona leste da cidade de São Paulo, cujo pároco, Pe. Juan Zumalde, era também oriundo do País Basco. Dom Agnelo designou o Padre José e outro dos que vieram com ele, Pe. Narciso Abásolo, para assumirem a Paróquia São Benedito de Guaianases, cujo pároco, o lituano Victor Estanislau Kavolis, estava enfermo.

### Guaianases
Padre José começou seus trabalhos na paróquia, que se encontrava em estado precário sob diversos aspectos em dezembro daquele ano e se tornou pároco oficialmente em fevereiro de 1967. Uma de suas primeiras ações foi reformar a Capela de Santa Cruz, uma das duas existentes no bairro até então, e, em cima da mesma, construiu a casa paroquial. Ali passou a morar com o padre Narciso, que se manteve em Guaianases por mais três anos, retornando então para a Espanha. A Igreja Matriz, que se achava em construção, veio a ser inaugurada em janeiro de 1969.  Ao longo dos seus vinte anos à frente daquela paróquia, padre José viria a criar mais de dez igrejas na medida em que iam se formando comunidades no bairro. Esta é a razão pela qual hoje existem várias paróquias ali.
Padre José também se destacou no âmbito social como líder comunitário. Em outubro de 1967, criou a Ação Comunitária Paroquial de Guaianases, entidade que tinha por missão atender às necessidades mais imediatas da população local na medida do possível. A primeira grande obra desta instituição foi a creche Vicente Matheus, inaugurada em setembro de 1968. A iniciativa popular, no entanto, não era bem vista pelas autoridades locais. O conflito atingiu o ápice em junho de 1969, quando a creche foi fechada um dia após padre José fazer um discurso duro perante o recém-empossado prefeito Paulo Maluf numa recepção ao mesmo no Clube Ideal Itaquerense, no qual o sacerdote acusava o Poder Público de ser indiferente para com as necessidades do povo. Padre José liderou um protesto pacífico, levando as mães das crianças atendidas pela creche a uma farmácia cujo proprietário era cunhado do chefe de gabinete do prefeito. A polícia tentou aterrorizá-los com tratores e motoniveladoras. O protesto, no entanto, continuou por todo o dia, encerrando-se à noite. No dia seguinte, sem muitas explicações, a creche foi reativada.
A Ação Comunitária Paroquial de Guaianases trouxe diversas outras melhorias para o bairro, tais como cursos profissionalizantes, criação de centros comunitários e clubes. No âmbito da saúde, foi criado um posto de enfermagem com atendimento gratuito e foi adquirida uma ambulância, a qual o próprio padre José chegou a dirigir, durante cinco anos, fazendo rodízio com o motorista que trabalhava de dia, assumindo o posto quando este folgava à noite.

### Magistério e Paroquiato de Catedral
Na primeira metade da década de 1970, Padre José se tornou professor da rede pública de ensino do Estado de São Paulo, lecionando História e Geografia na Escola Estadual Pedro Taques, na Vila Princesa Isabel. Para isso, teve que tirar o título de licenciatura e naturalizar-se brasileiro, fato que se deu em 1972.
Em 1982, a pedido de Dom Angélico Sândalo Bernardino, bispo-auxiliar de São Paulo, assumiu a diretoria da Escola Diocesana Virgem do Pilar, que se encontrava em crise financeira. Padre José deveria fechar a escola, todavia, ele conseguiu sanar as dívidas da escola, que continua funcionando até os dias atuais.
Em 15 de março de 1989, através de bula papal, o Papa João Paulo II, como parte de uma estratégia para diminuir a influência do cardeal-arcebispo Dom Frei Paulo Evaristo Arns, OFM, desmembrou a Arquidiocese de São Paulo em várias outras: Campo Limpo, Santo Amaro, Mogi das Cruzes, Osasco, Santos, Santo André e São Miguel Paulista. Esta, até então uma região episcopal, passava a ser a menor diocese do país, com 200 quilômetros quadrados, porém, de maior densidade demográfica, abrigando cerca de três milhões de pessoas.
Padre José, que era o vigário episcopal desde o ano anterior, foi nomeado pároco da Catedral de São Miguel Arcanjo em 7 de janeiro de 1990. Sua primeira medida ao assumir o cargo foi reformar a catedral. Com o passar dos anos, acumulou outros cargos na cúria diocesana: ecônomo, membro do Conselho de Presbíteros e membro do Colégio de Consultores.

### Episcopado
Em 16 de junho de 1999, o Papa João Paulo II nomeou padre José bispo-auxiliar de São Miguel Paulista, com sé titular em Urusi. Sua sagração episcopal se deu em 29 de setembro seguinte, no dia do padroeiro da diocese, pelas mãos do núncio apostólico, Dom Alfio Rapisarda, tendo como co-consagrantes Dom Fernando Legal, SDB, bispo diocesano de São Miguel, e Dom Carmelo Echenagusia Uribe, bispo-auxiliar de Bilbao, sua diocese de origem. Nesta função, Dom José ficou por apenas dois anos. Em 20 de fevereiro de 2002, ele foi escolhido para assumir a Diocese de Presidente Prudente em substituição a Dom Antônio Agostinho Marochi, que renunciava por atingir o limite etário canônico. Sua posse ocorreu em 7 de abril seguinte, na Catedral de São Sebastião.
Diferentemente de seu antecessor, Dom José procurou se aproximar das pessoas carentes da diocese. Tornou-se notória especialmente sua aproximação ao Movimento dos Trabalhadores Rurais Sem Terra. Desta forma, obviamente, colocou-se contra os latifundiários locais. Entre seus adversários declarados, estavam o então prefeito de Presidente Prudente, Agripino de Oliveira Lima.
As tensões entre os latifundiários e a Diocese de Presidente Prudente se intensificaram a partir de 2007, quando o projeto de lei 578, elaborado pelo governo José Serra, passou a tramitar em caráter de urgência na Assembleia Legislativa. O projeto propunha regularizar terras supostamente devolutas com mais de 500 hectares em troca de um porcentual – 15 a 25 por cento, dependendo das dimensões da propriedade --, destinado à reforma agrária. Repasse este que poderia ser feito na forma de terras ou de dinheiro. Isto era prejudicial para os camponeses, pois o projeto incluía terras griladas, legitimando a ocupação ilegal feita anteriormente através de registros fraudulentos. Dom José se posicionou contra o projeto de lei, publicando um manifesto que foi lido durante os serviços religiosos em toda a diocese.
Em fevereiro de 2008, Dom José chegou a apoiar abertamente a ocupação de terras devolutas, argumentando, na ocasião, que se tratava de um instrumento de luta dos sem-terra – a única maneira de atrair a atenção das autoridades para a questão agrária e, ao mesmo tempo, criar uma situação de insegurança que dificultasse o avanço da indústria canavieira na região. Tais palavras foram ditas em meio à operação conhecida como “Carnaval Vermelho”, na qual líder dissidente do MST, José Rainha Júnior, comandou a ocupação de 19 fazendas no Pontal do Paranapanema.
As declarações ganharam destaque na imprensa nacional e incitou a cólera dos latifundiários que, organizados em torno da União Democrática Ruralista, ameaçaram denunciar o prelado ao Ministério Público Estadual por apologia ao crime e estímulo ao vandalismo. Houve também reprimenda por parte da cúpula da Conferência Nacional dos Bispos do Brasil, da qual Dom José era conselheiro, cujos dirigentes prontamente se manifestaram a favor do direito à propriedade privada. Por sua vez, Dom José recebeu apoio tanto dos padres de sua diocese quanto dos seus colegas bispos da província eclesiástica de Botucatu, à qual a Diocese Presidente Prudente está circunscrita.
Em meio a tudo isso, Dom José atingiu a idade-limite, pelo direito canônico, para o exercício do episcopado, sendo obrigado a pedir à Santa Sé que lhe designe um substituto. Enfim, em 16 de abril, foi anunciada a nomeação de Dom Benedito Gonçalves dos Santos, presbítero de Paracatu, Minas Gerais. Dom José despediu-se definitivamente de suas funções à frente da diocese em 17 de agosto, quando da posse de Dom Benedito.

### Emérito
Dom José continuou vivendo por mais alguns anos em Presidente Prudente após sua aposentadoria. Em fevereiro de 2009, sofreu um acidente vascular cerebral enquanto se preparava para ir a um encontro do MST. Após doze dias internado, conseguiu se recuperar sem graves seqüelas.
Algum tempo depois, Dom José foi convidado por seus vizinhos a assumir o pastoreio da comunidade em que ele morava, no Parque Residencial Damha. Com a permissão de Dom Benedito, o prelado emérito retomou as obras que haviam se iniciado ainda em sua gestão. Quando ainda era bispo, já havia mandado construir ali uma estrutura, composta de um salão paroquial e salas de catequese. Faltava apenas construir a igreja. Esta, enfim, foi inaugurada em setembro de 2013, sob a invocação de Santa Mônica. O nome, no entanto, foi alterado logo no ano seguinte, pois a comunidade decidiu retribuir Dom José, rebatizando a igreja de São Miguel Arcanjo.
Em 2015, voltou para São Miguel Paulista, assumindo a Comunidade São José Operário, no setor Cidade Líder, onde permaneceu celebrando a Eucaristia e trabalhando junto ao povo.

### Morte
Dom José María faleceu em 30 de agosto de 2021, aos 89 anos, por complicações em decorrência de uma cirurgia na vesícula. Ele estava internado havia dias no Hospital Santa Maria Maggiore, em São Paulo. Seus restos mortais foram sepultados no dia seguinte, na cripta da Catedral de São Miguel, após a missa de corpo presente.